# Bataille de Château-Thierry (1814)
Pour les articles homonymes, voir Bataille de Château-Thierry.
Sixième Coalition
Batailles
Campagne de Russie (1812)
- Liste des batailles
- Mir
- Moguilev
- Ostrovno
- Vitebsk
- Kliastitsy
- Smolensk
- 1re Polotsk
- Valoutina Gora
- Moskova
- Moscou
- Winkowo
- 2e Polotsk
- Maloïaroslavets
- Gorodnia
- Czaśniki
- Viazma
- Smoliani
- Krasnoï
- Bérézina

Campagne d'Allemagne (1813)
- Dantzig
- Lunebourg
- Möckern
- Lützen
- Bautzen
- Reichenbach
- Haynau
- Luckau
- Hoyerswerda
- Lauenbourg
- Goldberg
- Gross Beeren
- Katzbach
- Dresde
- Kulm
- Dennewitz
- Peterswalde
- Liebertwolkwitz
- Leipzig
- Hanau
- Sehested
- Torgau
- Hambourg

Campagne de France (1814)
- Sainte-Croix-en-Plaine
- Besançon
- Mayence
- Metz
- Saint-Avold
- 1re Saint-Dizier
- Brienne
- La Rothière
- Campagne des Six-Jours (Champaubert
- Montmirail
- Château-Thierry
- Vauchamps)
- Mormant
- Montereau
- Bar-sur-Aube
- Saint-Julien
- Laubressel
- Berry-au-Bac
- Craonne
- Coutures
- Laon
- Soissons
- Mâcon
- Reims
- Saint-Georges-de-Reneins
- Limonest
- Arcis-sur-Aube
- Fère-Champenoise
- 2e Saint-Dizier
- Meaux
- Claye
- Villeparisis
- Paris

- Feistritz
- Caldiero (en)
- Trieste
- Mincio

- Hoogstraten (de)
- Anvers
- Berg-op-Zoom
- Courtrai

La bataille de Château-Thierry eut lieu le 12 février 1814 entre l'armée prussienne et les armées françaises.

## Historique
Sous les ordres du maréchal von Blücher, l'armée prussienne affronta les armées françaises de Napoléon Ier. Après avoir remporté une série impressionnantes de victoires tactiques (pendant ce qui allait être connu sous le nom de campagne des Six-Jours), Napoléon espérait pouvoir infliger une défaite décisive aux Prussiens pour les forcer à se retirer de la Sixième Coalition dirigée contre lui. Il rencontra l'arrière-garde prussienne sous les ordres du général Yorck sur la Marne près de Château-Thierry. La cavalerie française disperse ses homologues prussiens. Ney harcèle le flanc gauche de l'ennemi avec une partie de la cavalerie de la Garde, tandis que Mortier s'avance en direction de Château-Thierry. L'attaque française ne fut stoppée que grâce à l'artillerie prussienne située là fortuitement, ce qui permit à Yorck de battre en retraite en bon ordre sans avoir à subir de nouvelles pertes. Les Prussiens perdirent 1 250 hommes, les Russes 1 500, et les Français, 600. Les Français capturèrent également 9 canons ainsi que des vivres et bagages.